# Нача (приток Бобра)
Нача (бел. Нача) — река в Крупском и Борисовском районах Минской области Беларуси, правый приток реки Бобр.

## Происхождение названия
Название связано с перм. nadz, natj «грязь, ил, тина», natša, naša «пена», фин. nätä «слякоть», natta «слизь, плесень», эст. näsj «тугой, вязкий».
Согласно В. Н. Топорову и О. Н. Трубачеву, название реки Нача имеет балтское происхождение и связано с такими соответствиями, как лит. Nočia, Noteris, Notija, прусск. Notis. А. Ванагас указывает, что такие гидронимы могут быть сопоставлены с латин. natō, -āre «плыть, течь», греч. νότιος, νοτερός «мокрый, сырой», дак. net- «течь», др.-инд. snāti, snāyatē «купает(ся)», др.-сакс. nat «мокрый, сырой», готск. natjan «мочить». Связь с лит. notrė, noterė «крапива» сомнительна.
Согласно еще одной версии, название реки Нача сопоставляется со старокабардинским нач «порожний».
По Мурзаеву, название реки происходит от славянского термина нача, означающего «начало» и связанного с подсечным земледелием, как и термины починок, новина и др..
Также название сопоставляют с мордовским географическим термином начка «болото».

## Физико-географическая характеристика
Длина реки — 80 км, площадь водосборного бассейна — 526 км², среднегодовой расход воды в устье — 3,6 м³/с, средний уклон реки 0,5 м/км.
Река начинается к северу от деревни Борки в 5 км к северо-западу от посёлка Холопеничи близ границы с Витебской областью. Исток реки лежит на глобальном водоразделе Чёрного и Балтийского морей, неподалёку протекает река Эсса. Основное направление течения Начи — юг.
Течет по Центральноберезинской равнине. Долина трапециевидная, во многих местах невыразительная, шириной 1—1,5 км. Склоны пологие (высота 4—6 м), в нижнем течении умеренно крутые (до 10 м). Пойма двухсторонняя, шириной 300—600 м, пересеченная мелиоративными канавами, большей частью открытая. Русло канализировано в течение 28 км (от истока до деревни Большие Жаберичи), на остальном протяжении извилистое, шириной 5—10 м. Принимает сток из мелиоративных каналов.
Основные притоки — Колтыница (справа); Таланка, Дубешня, Блудыня (слева).
Долина реки плотно заселена. Крупнейший населённый пункт на реке — агрогородок Велятичи в нижнем течении реки. Помимо него наиболее крупные сёла и деревни на берегах — Борки, Гальки, Прудец, Хотюхово, Крестопоповщина, Большие Жаберичи, Нача, Колос, Заполье, Забродье, Зоричи.
Впадает в Бобр двумя километрами ниже агрогородка Велятичи. Ширина реки у устья — 28 метров, скорость течения 0,3 м/с.